# Чибисов, Юрий Васильевич
Юрий Васильевич Чибисов (11 декабря 1921, Абинская, Кубано-Черноморская область — 25 декабря 1988, Ленинград) — заместитель командира эскадрильи 15-го гвардейского Невского штурмового авиационного полка 277-й штурмовой авиационной дивизии 13-й воздушной армии Ленинградского фронта, гвардии старший лейтенант. Герой Советского Союза.

## Биография

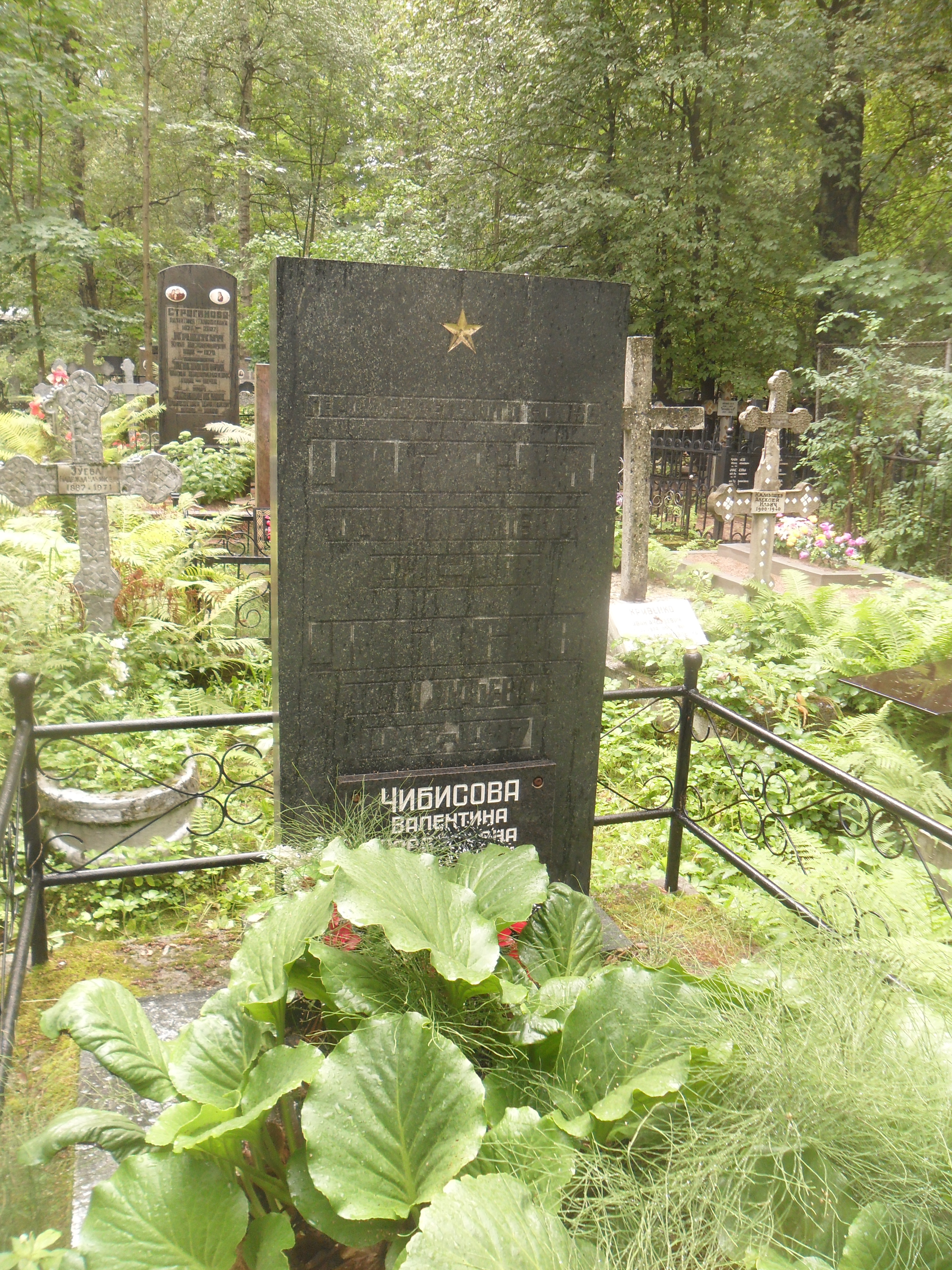
Могила Чибисова на Серафимовском кладбище Санкт-Петербурга

Родился 11 декабря 1921 года в станице Абинской ныне Краснодарского края.
В Красной Армии с 1940 года. В 1942 году окончил Чкаловскую военную авиационную школу пилотов. На фронте с сентября 1942 года. Воевал на Ленинградском и 3-м Белорусском фронтах. Участвовал в обороне Ленинграда, в боях по снятию блокады Ленинграда, в освобождении Ленинградской и Псковской областей, Эстонии, в боях в Восточной Пруссии.
К июлю 1944 года совершил 180 боевых вылетов на бомбардировку укреплённых районов противника, штурмовку его войск, из них 23 на штурмовку дальнобойной артиллерии противника, обстреливавшей Ленинград.
Указом Президиума Верховного Совета СССР от 26 октября 1944 года за образцовое выполнение боевых заданий командования и проявленные при этом мужество и героизм гвардии старшему лейтенанту Чибисову Юрию Васильевичу присвоено звание Героя Советского Союза с вручением ордена Ленина и медали «Золотая Звезда».
С 1959 года полковник Ю. В. Чибисов в запасе. Жил в Ленинграде. Умер 25 декабря 1988 года. Похоронен на Серафимовском кладбище (21 уч.).